# Фалшиви приятели
Фалшиви приятели са думи или букви от два различни езика или от два (или повече) диалекта на един и същ език, които изглеждат и/или звучат подобно или еднакво, но се различават по смисъл. Може да се считат за междуезикови омоними (омонимите са едновременно омофони и омографи) или междуезикови пароними, а част от тях са междуезикови омофони или междуезикови омографи.
За разлика от това, фалшивите когнати са подобни думи, които обикновено имат подобен смисъл, макар че нямат общ произход.

## Фалшиви приятели в кирилицата и в латиницата
Бележка: Буквите от латиницата са дадени с най-разпространените си варианти на произношение в английския език (начините за произношение в скоби се срещат в други езици, които използват кирилицата, като не са включени всички възможни варианти за произношение).
- В – B /б/
- Н – H /x, (или не се произнася)/
- Р – P /п/
- С – C /к, с, (ц), (ч)/
- У – Y /й, и/
- Х – X /кс/
- Ш – W /ў/

Буквите от горния списък, както и някои други символи, като цифрата „4“, често се използват от някои потребители на Интернет, които без да използват кирилица, пишат български думи (най-често прякори), които приличат на написани с кирилица. Това се счита за пример за употреба на шльокавица.

## Фалшиви приятели в българския и руския език
При превод от руски на български често бъркани (от небрежни преводачи) думи (заради фалшиво приятелство) са:
- олово – калай, (докато свинец е олово)
- палец – пръст, който да е (большой палец е палец)
- могила – гроб (горка е баирче, могила)
- гроб – ковчег
- шина – външна гума на автомобил, самолет или друго превозно средство
- проводнѝк (без електротехника) – екскурзовод, водач на експедиция, кондуктор (а за ОС „Уиндоус“ – програмата „Експлорър“)
- лето – в някои случаи е година, а не лято
- гора – планина
- майка – потник, тениска (футболка)
- свояк – баджанак, а не „свой човек“
- невеста – освен булка е и годеница
- булка – бял (самун) хляб
- грозный – страшен, страховит (грозен е некрасивый)
- стол – маса
- банка – буркан, консервна кутия (банка е банк)